# Mistrovství světa v rychlobruslení ve víceboji 2015
Mistrovství světa v rychlobruslení ve víceboji 2015 se konalo ve dnech 7. a 8. března 2015 v rychlobruslařské hale Olympic Oval v kanadském Calgary. Jednalo se o 109. šampionát pro muže a 73. pro ženy. Z předchozího mistrovství světa obhajovali tituly Nizozemci Ireen Wüstová a Koen Verweij. V Calgary získali tituly mistrů světa Sven Kramer (sedmý vícebojařský titul) a Češka Martina Sáblíková (třetí vícebojařský titul), která byla jedinou členkou české výpravy na šampionátu.
| Program                                       | Program                                           |
| --------------------------------------------- | ------------------------------------------------- |
| 7. března                                     | 8. března                                         |
| 500 m ženy 500 m muži 3000 m ženy 5000 m muži | 1500 m ženy 1500 m muži 5000 m ženy 10 000 m muži |

## Muži
Mužského mistrovství světa ve víceboji se zúčastnilo celkem 24 závodníků, 19 z Evropy: Nizozemsko (3), Norsko (3), Polsko (3), Rusko (3), Belgie (1), Francie (1), Itálie (1), Lotyšsko (1), Maďarsko (1), Německo (1), Rakousko (1); 2 ze Severní Ameriky: Kanada (2); a 3 z Asie: Jižní Korea (2), Japonsko (1).
| Pořadí           | Jméno                 | Země        | 500 m       | 5000 m        | 1500 m        | 10 000 m      | Počet bodů |
| ---------------- | --------------------- | ----------- | ----------- | ------------- | ------------- | ------------- | ---------- |
| Zlatá medaile    | Sven Kramer           | Nizozemsko  | 36,20 (10.) | 6:07,49 (1.)  | 1:44,18 (3.)  | 12:56,69 (1.) | 146,509    |
| Stříbrná medaile | Denis Juskov          | Rusko       | 35,64 (2.)  | 6:13,64 (3.)  | 1:42,92 (1.)  | 13:12,49 (5.) | 146,934    |
| Bronzová medaile | Sverre Lunde Pedersen | Norsko      | 35,87 (4.)  | 6:11,77 (2.)  | 1:43,99 (2.)  | 13:09,45 (4.) | 147,182    |
| 4.               | Bart Swings           | Belgie      | 36,70 (21.) | 6:15,42 (5.)  | 1:44,18 (3.)  | 13:06,62 (3.) | 148,299    |
| 5.               | Alexis Contin         | Francie     | 36,57 (15.) | 6:15,02 (4.)  | 1:46,28 (12.) | 13:04,80 (2.) | 148,738    |
| 6.               | Douwe de Vries        | Nizozemsko  | 36,63 (20.) | 6:17,81 (7.)  | 1:46,79 (14.) | 13:17,64 (6.) | 149,889    |
| 7.               | Denny Morrison        | Kanada      | 34,98 (1.)  | 6:25,01 (11.) | 1:44,35 (5.)  | 13:54,90 (8.) | 150,009    |
| 8.               | Konrad Niedźwiedzki   | Polsko      | 35,93 (6.)  | 6:25,09 (12.) | 1:45,27 (7.)  | 13:42,86 (7.) | 150,672    |
| 9.               | Zbigniew Bródka       | Polsko      | 35,78 (3.)  | 6:27,79 (16.) | 1:44,98 (6.)  | —             | 109,552    |
| 10.              | Haralds Silovs        | Lotyšsko    | 36,20 (10.) | 6:25,22 (13.) | 1:45,71 (8.)  | —             | 109,958    |
| 11.              | Håvard Bøkko          | Norsko      | 35,91 (5.)  | 6:25,79 (14.) | 1:46,45 (13.) | —             | 109,972    |
| 12.              | Sergej Grjazcov       | Rusko       | 36,17 (9.)  | 6:28,37 (17.) | 1:45,95 (10.) | —             | 110,323    |
| 13.              | I Sung-hun            | Jižní Korea | 36,34 (12.) | 6:26,91 (15.) | 1:45,93 (9.)  | —             | 110,341    |
| 14.              | Simen Spieler Nilsen  | Norsko      | 36,50 (14.) | 6:24,69 (10.) | 1:47,08 (19.) | —             | 110,662    |
| 15.              | Andrea Giovannini     | Itálie      | 36,57 (15.) | 6:23,62 (9.)  | 1:47,78 (20.) | —             | 110,858    |
| 16.              | Ted-Jan Bloemen       | Kanada      | 37,03 (22.) | 6:22,40 (8.)  | 1:46,89 (17.) | —             | 110,900    |
| 17.              | Patrick Beckert       | Německo     | 37,77 (23.) | 6:16,60 (6.)  | 1:46,81 (15.) | —             | 111,033    |
| 18.              | Bram Smallenbroek     | Rakousko    | 36,57 (15.) | 6:31,33 (18.) | 1:46,89 (17.) | —             | 111,333    |
| 19.              | Kim Čchol-min         | Jižní Korea | 36,04 (8.)  | 6:36,46 (20.) | 1:48,35 (22.) | —             | 111,802    |
| 20.              | Shane Williamson      | Japonsko    | 36,47 (13.) | 6:34,92 (19.) | 1:47,89 (21.) | —             | 111,925    |
| 21.              | Konrád Nagy           | Maďarsko    | 36,59 (18.) | 6:40,61 (21.) | 1:46,04 (11.) | —             | 111,997    |
| 22.              | Jan Szymański         | Polsko      | 35,97 (7.)  | 6:44,92 (22.) | 1:46,82 (16.) | —             | 112,068    |
| 23.              | Danil Sinicin         | Rusko       | 36,59 (18.) | DSQ           | 1:49,70 (23.) | —             | 72,157     |
| 24.              | Koen Verweij          | Nizozemsko  | DNF         | ods.          | —             | —             | 0          |

## Ženy
Ženského mistrovství světa ve víceboji se zúčastnilo celkem 24 závodnic, 14 z Evropy: Nizozemsko (3), Rusko (3), Německo (2), Norsko (2), Bělorusko (1), Česko (1), Itálie (1), Polsko (1); 3 ze Severní Ameriky: Kanada (2), Spojené státy americké (1); a 7 z Asie: Čína (3), Japonsko (3), Jižní Korea (1).
| Pořadí           | Jméno                    | Země        | 500 m       | 3000 m        | 1500 m        | 5000 m       | Počet bodů |
| ---------------- | ------------------------ | ----------- | ----------- | ------------- | ------------- | ------------ | ---------- |
| Zlatá medaile    | Martina Sáblíková        | Česko       | 39,23 (10.) | 3:55,10 (1.)  | 1:54,55 (5.)  | 6:51,21 (1.) | 157,717    |
| Stříbrná medaile | Ireen Wüstová            | Nizozemsko  | 38,73 (3.)  | 4:00,34 (2.)  | 1:54,28 (3.)  | 7:03,99 (3.) | 159,278    |
| Bronzová medaile | Ida Njåtunová            | Norsko      | 39,01 (6.)  | 4:04,89 (8.)  | 1:52,71 (1.)  | 7:04,00 (4.) | 159,795    |
| 4                | Heather Richardsonová    | USA         | 37,11 (1.)  | 4:05,00 (9.)  | 1:54,23 (2.)  | 7:20,27 (7.) | 160,046    |
| 5.               | Linda de Vriesová        | Nizozemsko  | 39,26 (13.) | 4:02,41 (3.)  | 1:55,57 (6.)  | 7:03,43 (2.) | 160,527    |
| 6.               | Ivanie Blondinová        | Kanada      | 38,93 (4.)  | 4:04,03 (6.)  | 1:56,85 (12.) | 7:06,99 (5.) | 161,250    |
| 7.               | Marije Jolingová         | Nizozemsko  | 39,24 (11.) | 4:02,85 (4.)  | 1:58,86 (16.) | 7:08,80 (6.) | 162,215    |
| 8.               | Kali Christová           | Kanada      | 38,67 (2.)  | 4:06,99 (11.) | 1:54,44 (4.)  | 7:24,10 (8.) | 162,391    |
| 9.               | Nana Takagiová           | Japonsko    | 39,18 (8.)  | 4:07,60 (13.) | 1:56,46 (9.)  | —            | 119,266    |
| 10.              | Claudia Pechsteinová     | Německo     | 40,00 (17.) | 4:02,93 (5.)  | 1:56,35 (8.)  | —            | 119,271    |
| 11.              | Miho Takagiová           | Japonsko    | 39,24 (11.) | 4:07,11 (12.) | 1:56,83 (11.) | —            | 119,368    |
| 12.              | Luiza Złotkowská         | Polsko      | 39,52 (14.) | 4:06,79 (10.) | 1:56,50 (10.) | —            | 119,484    |
| 13.              | Ajaka Kikučiová          | Japonsko    | 39,04 (7.)  | 4:08,88 (14.) | 1:57,61 (14.) | —            | 119,723    |
| 14.              | Natalja Voroninová       | Rusko       | 39,77 (16.) | 4:04,54 (7.)  | 1:58,11 (15.) | —            | 119,896    |
| 15.              | Čao Sin                  | Čína        | 38,98 (5.)  | 4:11,92 (19.) | 1:57,44 (13.) | —            | 120,112    |
| 16.              | Julija Skokovová         | Rusko       | 39,22 (9.)  | 4:12,89 (22.) | 1:56,30 (7.)  | —            | 120,134    |
| 17.              | Francesca Lollobrigidová | Itálie      | 40,00 (17.) | 4:09,50 (15.) | 1:59,59 (18.) | —            | 121,446    |
| 18.              | Kim Po-rum               | Jižní Korea | 40,68 (22.) | 4:10,00 (16.) | 1:58,86 (16.) | —            | 121,966    |
| 19.              | Chao Ťia-čchen           | Čína        | 40,06 (19.) | 4:13,00 (23.) | 2:00,10 (20.) | —            | 122,259    |
| 20.              | Liou Ťing                | Čína        | 39,62 (15.) | 4:17,26 (24.) | 2:00,35 (21.) | —            | 122,612    |
| 21.              | Marina Zujevová          | Bělorusko   | 40,45 (21.) | 4:12,05 (20.) | 2:01,09 (22.) | —            | 122,821    |
| 22.              | Leia Behlauová           | Německo     | 41,40 (23.) | 4:12,38 (21.) | 1:59,96 (19.) | —            | 123,449    |
| 23.              | Frida van Megenová       | Norsko      | 41,74 (24.) | 4:11,28 (18.) | 2:02,34 (23.) | —            | 124,400    |
| 24.              | Olga Grafová             | Rusko       | 40,12 (20.) | 4:10,64 (17.) | ods.          | —            | 81,893     |